# B-1 (航空機)
B-1 ランサー
飛行するB-1B
- 用途：戦略爆撃機
- 分類：爆撃機
- 製造者：ボーイング社
- 運用者： アメリカ合衆国（アメリカ空軍）
- 初飛行：1974年12月23日
- 生産数：104機（B-1A：4機、B-1B：100機）
- 運用開始：1986年10月1日
- 運用状況：現役
- ユニットコスト：2億8,310万米ドル（B-1B 1998年）[注 1]

ロックウェル B-1（英語: Rockwell B-1 Lancer）は、ロックウェル社が開発し、アメリカ空軍が運用している可変翼超音速戦略爆撃機。
B型からの公式の愛称である「ランサー（Lancer）」は、槍騎兵の意。形式番号（B-One）にちなんで「ボーン」（Bone、骨）と呼ばれることも多い。

## 概要
大型爆撃機としては珍しい可変翼、15度から67.5度の後退角で幅広い速度領域をカバーしている。最高速度は、空気取り入れ口が可変式のA型でM2.2、固定式となったB型ではM1.25となっている。また、設計当時にはステルス機という概念は無かったものの、後述するブレンディッドウィングボディによる胴体設計により、レーダー反射断面積はB-52の1/100にまで抑えられており、レーダーによる発見率は低いといわれている。
ロックウェル社の航空宇宙部門は、ボーイング社に吸収され、現在は同社が供給。ソ連のTu-160 ブラックジャックは、B-1を参考に開発されたと言われる。これは両者の外見が酷似しているためだが、両者は技術的に大きく違い、寸法もTu-160が一回り以上大きい。同じような現象は同時期の米ソ両国の宇宙往還機スペースシャトルとブランにおいても見られる。
2016年8月には太平洋軍傘下で米領グアムにも配備され、北朝鮮まで約2時間で到達可能である。2021年時点で45機を運用しており、2025年からノースロップ・グラマン B-21による置き換えを開始し、2036年までに全機退役予定である。

## 沿革

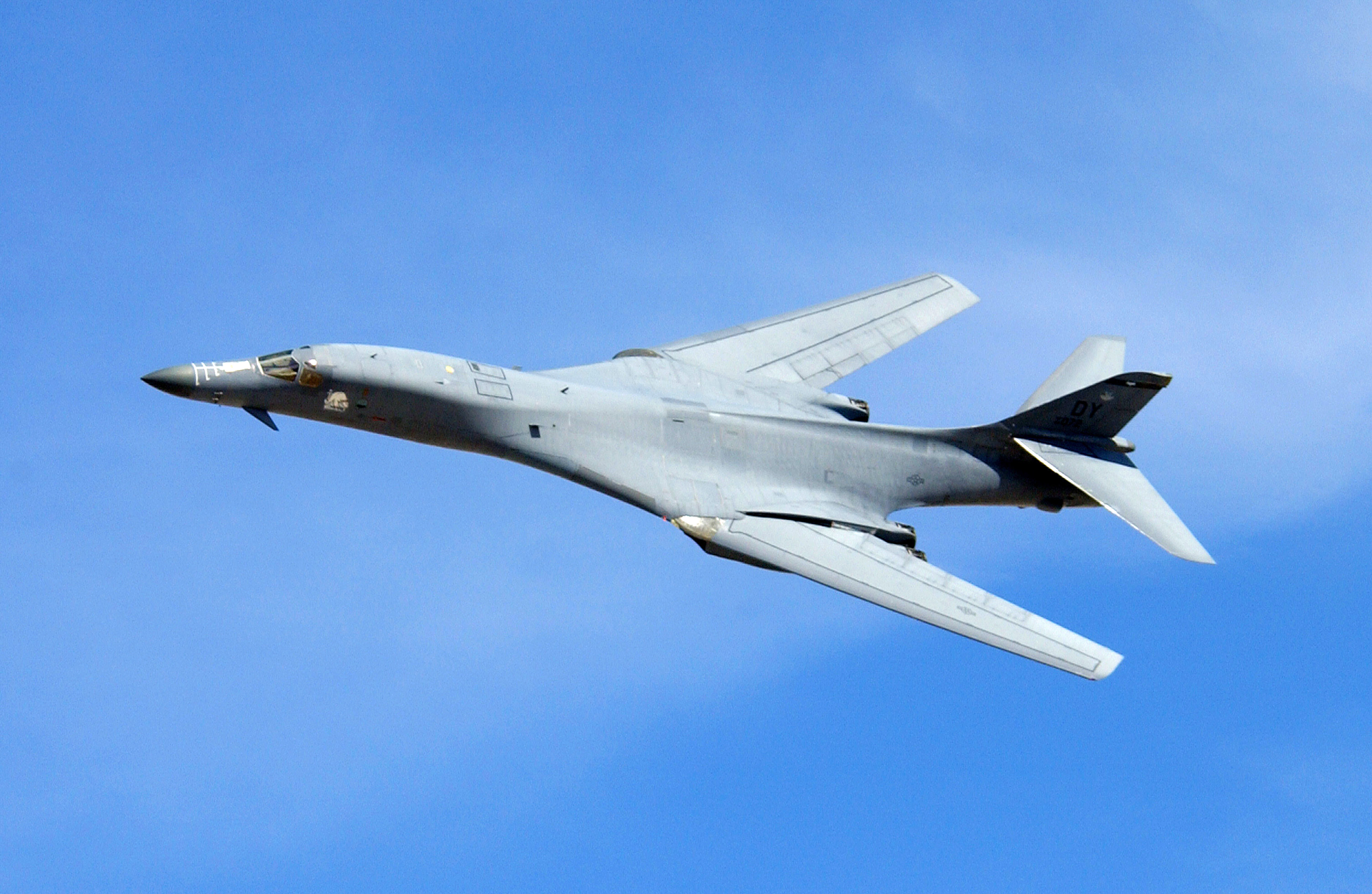
翼後退時のB-1

戦略爆撃機であるXB-70が1964年9月21日に初飛行したが、これは超音速による高高度飛行で敵地奥深くまで侵攻して戦略核兵器を投下して核攻撃する爆撃機であった。しかし、開発費が大きく膨らみ、飛行試験中に墜落事故を起こしたことや、戦略核兵器の運搬手段として大陸間弾道ミサイル（ICBM）や潜水艦発射弾道ミサイル（SLBM）が重視されるようになり、当時のソ連の地対空ミサイルの性能が上がるとともに、これを迎撃できるMiG-25の開発が始まったため、XB-70開発はキャンセルとなった。その後、戦略爆撃機の用法は、亜音速による超低空飛行で敵地奥深くまで侵攻し、搭載された電子妨害装置によって敵の防空網を無力化し、戦略核兵器を投下して核攻撃を行う必要があるとの戦略思想の元に亜音速低高度爆撃機（SLAB）の研究が1961年に開始された。1963年には、航続距離延長戦略航空機（ERSA）と低高度有人侵攻機（LAMP）の研究に進み、その後、他のメーカーは政府との契約に基づき、先進型有人侵攻機（AMP）と先進型有人精密攻撃システム（AMPSS）の研究を開始した。1965年にはAMPとAMPSSは一体化されて、先進型有人戦略航空機（AMSA）計画となり、1970年よりロックウェル社がこの計画の担当に指名されて開発が開始された。さらに、ソ連の先制核攻撃によって滑走路が一部破壊されても残った滑走路で離陸できるようにSTOL（短距離離着陸）性能も要求され、これらを満たすために可変後退翼が採用された。
B-1Aの初飛行は、1974年12月23日に行われている。1977年6月30日、カーター政権下の軍縮によって開発・導入が中止された。戦略ミサイルが大量に配備され、新しい巡航ミサイルの開発が行われている状況においては、有人爆撃機の有効性に疑問があること、有人爆撃機の生産・管理には多くの経費が必要であることが理由であった。なお、機密であり公表されなかったが、カーター大統領は1978年初頭にはステルス爆撃機B-2へと至るAdvanced Technology Bomber（ATB）プロジェクトを承認していた。B-1Aは、導入が中止された後も、完成した試作機4機を用いて爆撃侵攻評価（BPE）と呼ばれる試験飛行のみが継続された。
1981年8月、レーガン政権による「強いアメリカ」政策によって計画の復活が発表され、B-1は長距離戦闘航空機（LRCA）として配備することになった。既に大陸間弾道ミサイル（ICBM）などの大量配備により、大型長距離爆撃機による核爆弾攻撃という戦術は実情にそぐわなくなったこと、1980年代後半には退役するB-52の代わりとして新型爆撃機が必要となったためである。これに伴い要求仕様が大きく変更された。B-1Aの試作機の一部では乗員脱出装置がコックピットごと緊急脱出する分離脱出システムであったが、生産型では通常の射出座席に変更され、エンジンもそれ自体は改良型としたもののエンジン空気取り入れ口が可変型から固定型にされた。このインテークの変更はコスト減とステルス性向上を企図したものであり、結果、カタログスペック上では最高速度がM2からM1.25に低下している。このような経緯を経てB-1Bの生産および配備に至った。初めての実戦投入は、1998年2月の砂漠の狐作戦。
米国では軍需産業が中国などの外国の資材を使用することを規制しているが、F-35に中国製部品が使われていたことが発覚して大きな問題となった際、その後のアメリカ国防総省の調査でロッキード・マーティンの戦闘機F-16、レイセオンと日本が共同開発したスタンダードミサイルとともにB-1にも中国産材料の使用が判明している。
2011年、新戦略兵器削減条約発効に伴い、アメリカは既に核運用能力を除去しているB-1Bの取り扱いについてロシアとの協議を実施、米露双方でB-1Bに核攻撃能力が無い事を確認して「区別機能」を持つデータベースに記録し、B-1Bは同条約に規定される「核弾頭１基に換算される重爆撃機」のカウントから除外された。
2019年、米空軍参謀総長David L. Goldfein（当時）がB-1の早期退役を計画していることを発表した。これは長引く中東地域での作戦で想定以上に機体寿命を消耗し状態の改善のためのは多額の費用が掛かる為、B-1Bを削減し浮いたコストをB-21爆撃機の導入等に充てるべきとの考えである。
2021年2月17日、米空軍は62機のB-1Bのうち17機を退役させ45機体制へと移行すると発表した。17機はアリゾナ州のデビスモンサン空軍基地へ移動、状態の良い4機は「タイプ2000」と呼ばれるモスボール状態で保管、1機がエドワーズ空軍基地で試験機、1機がティンカー空軍基地のオクラホマシティ航空兵站センターへ、1機がウィチタ州立大学の研究機となり、ゲートガードとなる1機を除く残りは「タイプ1000」と呼ばれる部品取りにする。9月23日に完了。

## B-1Bの特徴と性能
B-1Bは、超低空侵攻による核/爆弾攻撃、通常の戦略爆撃、巡航ミサイルプラットホーム、などの任務をこなすため、地形追随レーダーや、赤外線監視装置、ドップラー・レーダー、ECMシステムなど、充実した電子機器を搭載。エンジントラブルや搭載コンピュータとECMのミスマッチング（B-1BのECMは自身を妨害するなどと揶揄された）により開発は遅延、初期作戦能力獲得は1986年であった。
第二次戦略兵器削減条約（START II）の対象となったため、1994年に核攻撃任務から外され、現在配備の機体は全て核兵器搭載能力がない。1990年代半ばより、近代化改装とともに通常兵器搭載能力・精密兵器搭載能力の向上が図られている。
B-1B搭乗員は、機長、副操縦士、兵装システム操作員、防御システム操作員の4名、座席はすべてACES II 射出座席となっている。

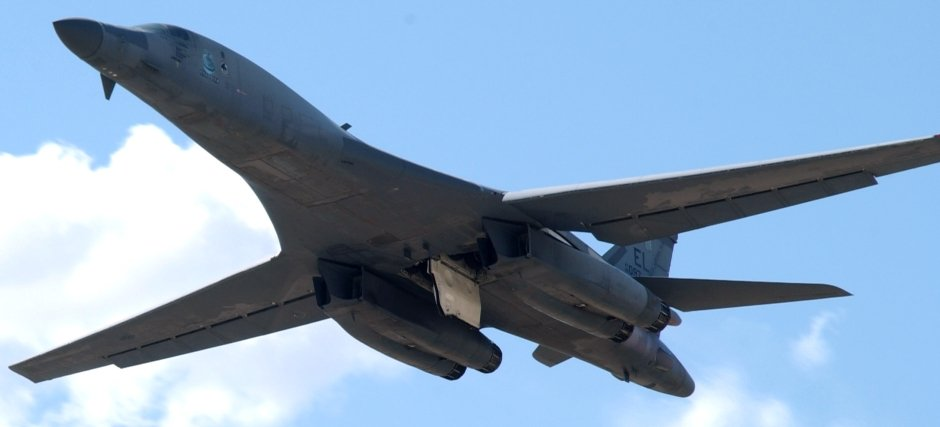
B-1B

B-1Bの機体はB-1Aに引き続き、主翼から固定内翼部を介して胴体と滑らかに融合したブレンディッドウィングボディとなっている。固定内翼部分が発生させている揚力も小さくはなく、迎え角が大きいときには特に顕著となる。主翼は、前縁に全翼幅にわたるスラットと防御装備と一緒の埋め込み式アンテナが、後縁に全翼幅の約3/4を占める隙間式フラップを装備、コックピットから同じレバーを使って操作できるようになっている。エルロンは無く、代わりにスポイラーを上部に装備。十字尾翼の垂直尾翼は、垂直安定板と方向舵で構成されているが、水平尾翼は全体が可動する全遊動式で、ローリングは主翼のスポイラー（スポイレロン）と水平尾翼の差動(テイルロン)により行われる。後退時、主翼後端はヒンジの付いた上部パネルによって巧みに覆い隠され、2重膨張シールによって保護される。機首下部には、2枚の低高度ライド・コントロール・ベーンが装備されており、低高度の飛行中に起きる乱気流を打ち消して飛行を安定させる。操縦装置はフライ・バイ・ワイヤ方式を装備しており、機体のローリングとピッチングを操作する操縦装置は大型機で使用される操縦輪ではなく、戦闘機等に使用されている操縦桿を装備。また、乗員は前脚の後部にある機体下面から昇降する梯子を使用して乗り降りする。
エンジンは、ゼネラル・エレクトリックF101-GE-102アフターバーナー付きターボファンエンジンを4基搭載。B-1A用に開発されたF101は、典型的な戦闘機用エンジンより幾分大きく、ミリタリー推力は海面高度で75.6kN、離陸時はアフターバーナーを使用、138kNの最大推力を発揮する。エンジンは2基組合わせポッド式で主翼付け根付近に搭載。「七面鳥の羽」と呼ばれるアクチュエーター・カバーがエンジン・ノズル外表面に装着されているが、取り外して軽量化も可能。
ランディング・ギア（着陸装置）は3脚、主脚は二輪ボギー式の二重タイヤで四輪、前脚は二重タイヤで、前脚は前方に引き込まれ収納されるが、主脚は二組のエンジンに挟まれたスペースに収納されている。
兵装最大搭載量は56,000kg(機内34,000kg、機外23,000kg)。胴体中央には、機内の3区画の兵器倉が主脚前方に2つと主脚後方に1つあり、その中の前方の2つは、中央にある区間隔壁が可動式になっており、搭載される兵装の種類により区画割りが変更できるほか、取外して1つの兵器倉とすることが可能である。また、その下面には、6つの二重パイロンと2つのシングル・パイロンの8つの機外搭載ステーションがあり、そこに巡航ミサイルが搭載可能である。
機内の兵器倉には空中発射巡航ミサイル（ALCM）のAGM-86Bなら8発、発展型巡航ミサイル（ACM）のAGM-129なら4発、短距離攻撃ミサイル（SRAM）のAGM-69なら24発、自由落下式のMk82 通常爆弾とMk36DST機雷なら（ともに重量は500lb）84発が搭載できる。8つの機外搭載ステーションにもAGM-69とAGM-129をそれぞれ12発が搭載可能である。それらの兵装類を兵器倉に搭載する際には最初に専用の回転式ランチャーに取付けてから兵器倉に搭載される。搭載されると油圧により回転するようになっており、作戦行動中は、最初に使用が選択された兵器が真下に来るように回転してセットされ、投下されると、2番目に選択された兵器が真下に来るように回転してセットされる。500lbの通常爆弾を搭載する際には、3区画の兵器倉に通常兵器用モジュールを回転式ランチャーの支持架に装着して、各区画に28発収めて最大で計84発搭載できるが、この場合では回転式ランチャーは回転しないようになっている。
その後、能力向上による搭載兵装類の追加が行われており、ブロックCでは、各種のクラスター爆弾が搭載可能となり、ブロックDでは、軍規格1760兵器データバスが完全統合化されたことにより、GPS誘導爆弾（JDAM）の運用が可能となり、ブロックEでは、風偏差修正子弾散布装置（WCMD）のAGM-154 JSOWとAGM-158 JASSMの搭載が可能となっている。2008年からは、AN/AAQ-33 スナイパーXR照準ポッドの運用能力が付与されており、自らの目標指示によりレーザ誘導爆弾を投下することが可能となっている。
レーダーは、AN/APQ-164多モードパッシブフェーズドアレイレーダーを、機首に装備している。これは、F-16で使用しているAN/APG-66を発展させたもので、TACANや機体に装備された慣性航法装置からの情報を基に精密爆撃を行うほか、低空での地形追随・回避機能も持つ攻撃電子機器システム（OAS）の中核として機能しており、機首の左右45度の範囲においてリアルビームモードでの地上のマッピングを行いその周囲の地図を瞬時に作成するグランドマッピング、地上の正確な指示目標能力により指示目標の高解像度の地図を作成するハッチマップ、正確な大気速度を計測するベロシティーアップデート、飛行中でのオフセットの位置にある地上の位置情報を把握する精密位置アップデート、正確な高度を計測する高度計測、他の航空機を発見・追跡するランデブー、気象探知などのモードを備えている。
B-1Bの電子戦自衛装備の中核となるのが、防御システム操作員によって操作される防御電子機器システム（DAS）である。DASは、レーダー受信と対レーダー妨害を統合していることが特徴で、AN/ALQ-161A 無線周波数監視（RFS）/電子妨害システム（ECMS）、AN/ASQ-184 攻撃電子機器システム/防衛管理システム（DMS）と防衛操作および表示システム、AN/ALQ-161尾部警戒機能（TWF）の3つのパートで構成されている。
AN/ALQ-161Aは、データバスにより他の機器とリンクしてインターフェースを行い、AN/ASQ-184を介して防御システム操作員との間で操作と表示ができるようになっており、データパスのインターフェースが故障して操作・表示ができなくなっても、単独での運用が可能である。また、自身のデジタル・データ通信ネットワークにより、機体の周りに多数取付けられているDASのアンテナの制御を行い、機体のあらゆる方向からやって来る、多数のレーダー周波数の電波に対して、内蔵されたライブラリーを基に自動で同時に妨害を掛けることができるようになっている。
尾部警戒機能（TWF）は、パルス・ドップラー・レーダーを使用して、後方から来る複数のミサイルを探知して位置のモニターを行い、その中から脅威のものが探知されると、TWFから妨害信号が発信されて、AN/ASQ-184を介してミサイル警報音とともにその方位と距離情報が表示され、防御システム操作員に知らせる、その後、その方位と距離情報を基に、DMSがコックピット後方の上面に搭載されている使い捨て式妨害装置（EXCM）のどちらかの側面を使用する判断をしてチャフ/フレアを射出する。また、2005年には、データリンク装置の導入と、乗員へ知らせる各種表示装置のアップグレードが行われ、2010年には、完全統合型データリング（FIDL）の装備が行われている。前述のSTART IIに従い、2007年から2011年にかけて、空中発射核巡航ミサイル（ALCM、ACM）の搭載をプレートの溶接により不可能にし、爆弾倉の核兵器用投下準備シグナル発信ケーブルを外す工事が行われ、本機は核攻撃能力を失った。
チャフ/フレアは、前述したコックピットの後方上面にあるコンピュータ制御の自動および手動発射式の使い捨て式妨害装置（EXCM）に搭載、各8つの赤外線フレアとチャフのディスペンサーを構成して収納庫に格納されている。
最近では、機体後部に曳航式のレーダー囮装置が装備されており、機体後部に取付けられたフェアリングから囮を展張させることができる。

## 派生型
B-1A
試作機、4機製造。エアインテークは可変式を採用し、最高速度M2.2。1-3号機まではコックピットにモジュール式脱出装置採用（4号機は通常の射出座席）。
2号機は墜落事故で喪失。
B-1B
生産型、要求仕様の変更からB-1Aから仕様を改めた機体。100機生産。コックピットの脱出装置はA型4号機と同じ通常の射出座席。ステルス性向上とコスト低減を目的にエアインテークを固定式としたため最高速度がM1.25に低下している。
B-1R
既存のB-1Bのためのアップグレード案。エンジンのプラット・アンド・ホイットニー F119へ換装、レーダーのAESA化、（あくまで自衛のためであるが）空対空戦闘などにも対処するため幾つかのハードポイントに空対空ミサイル装備可能とするなどの計画が盛り込まれていた。また、F119の搭載により、B-1Aより持続時間が20%短いものの、最高速度がM2.2になる予定であった。

## ギャラリー

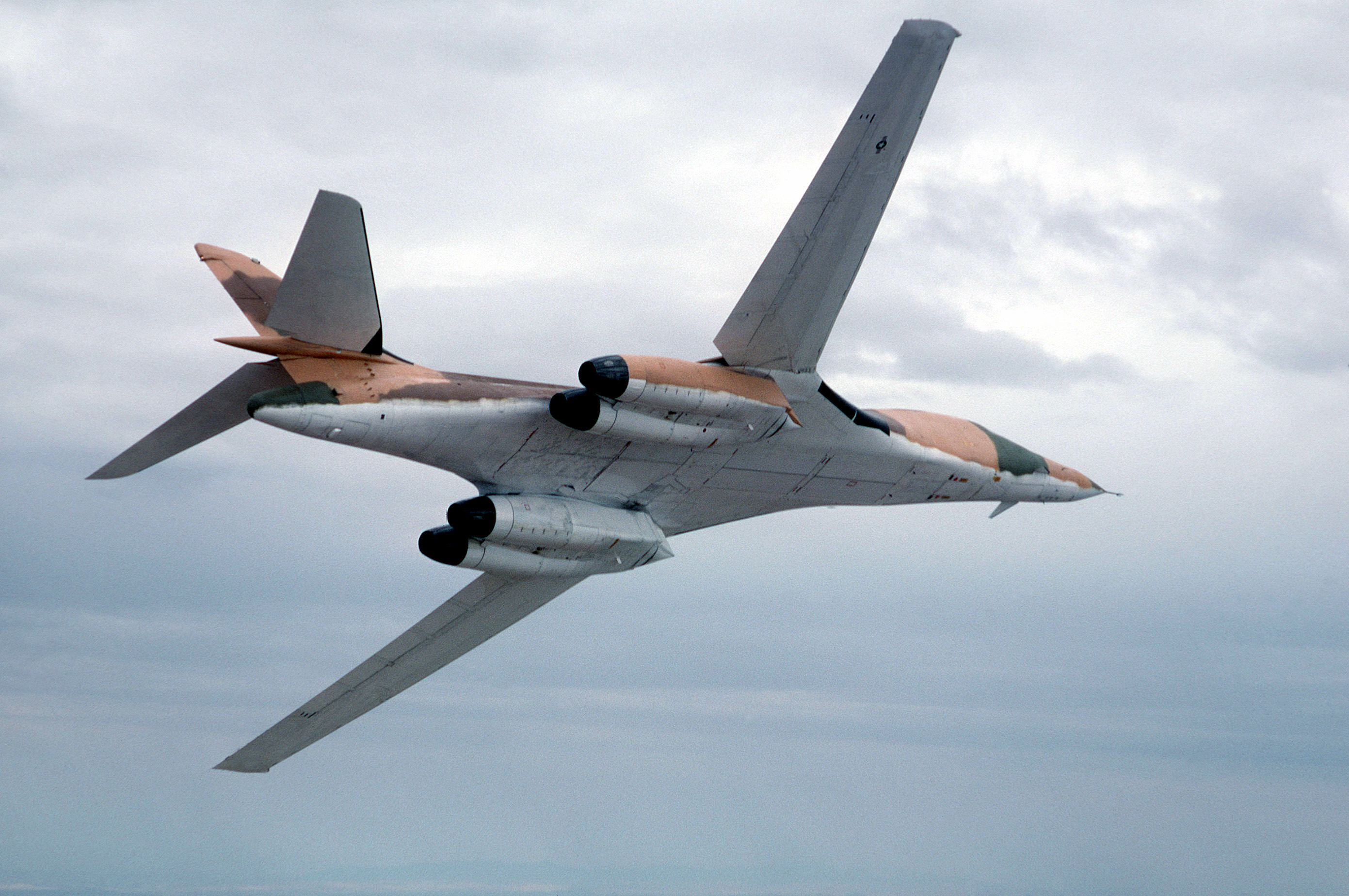
1982年に飛行中のB-1A 4号機
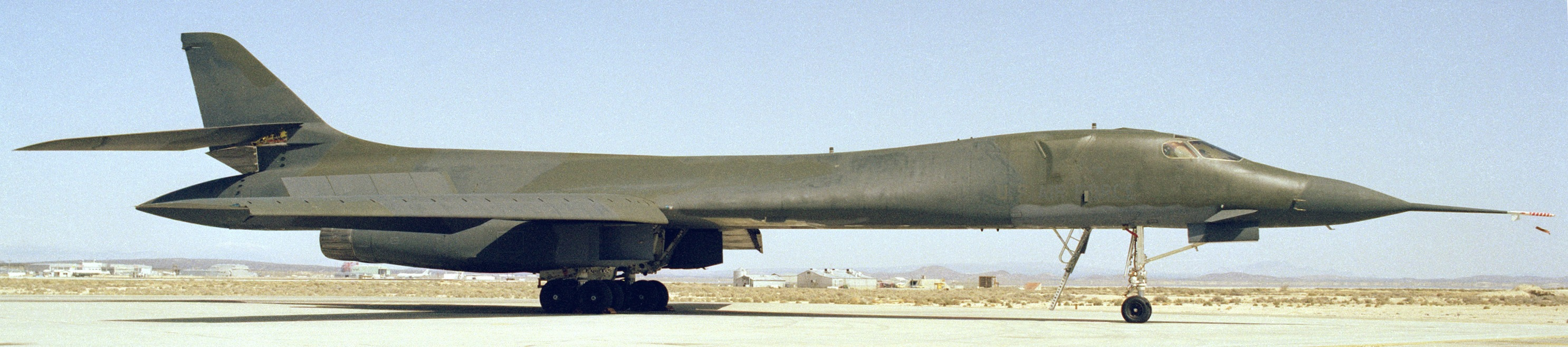
B-1A。1984年撮影
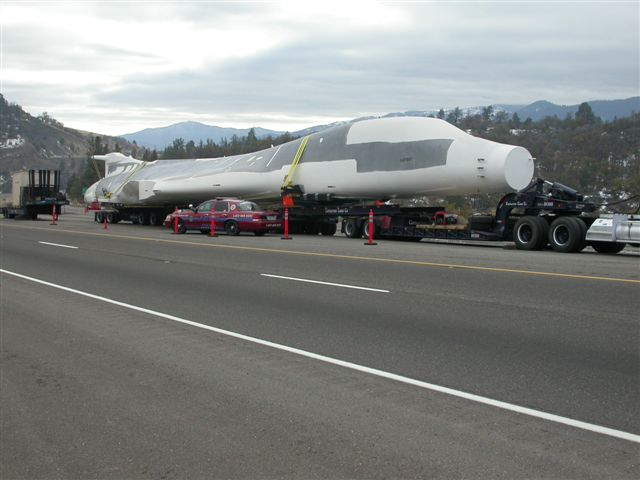
退役し、輸送されるB-1A
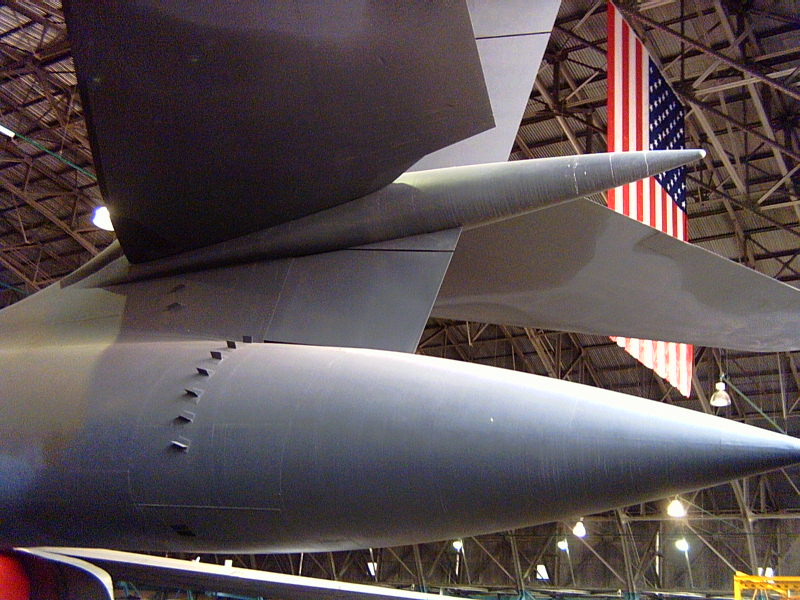
B-1Aの特徴でもある、後部の尖ったレドーム
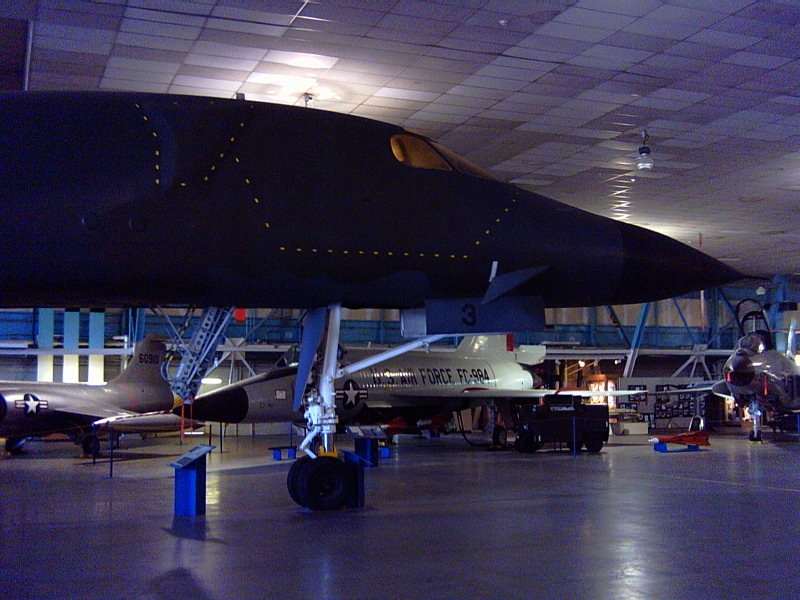
博物館に展示されているB-1A
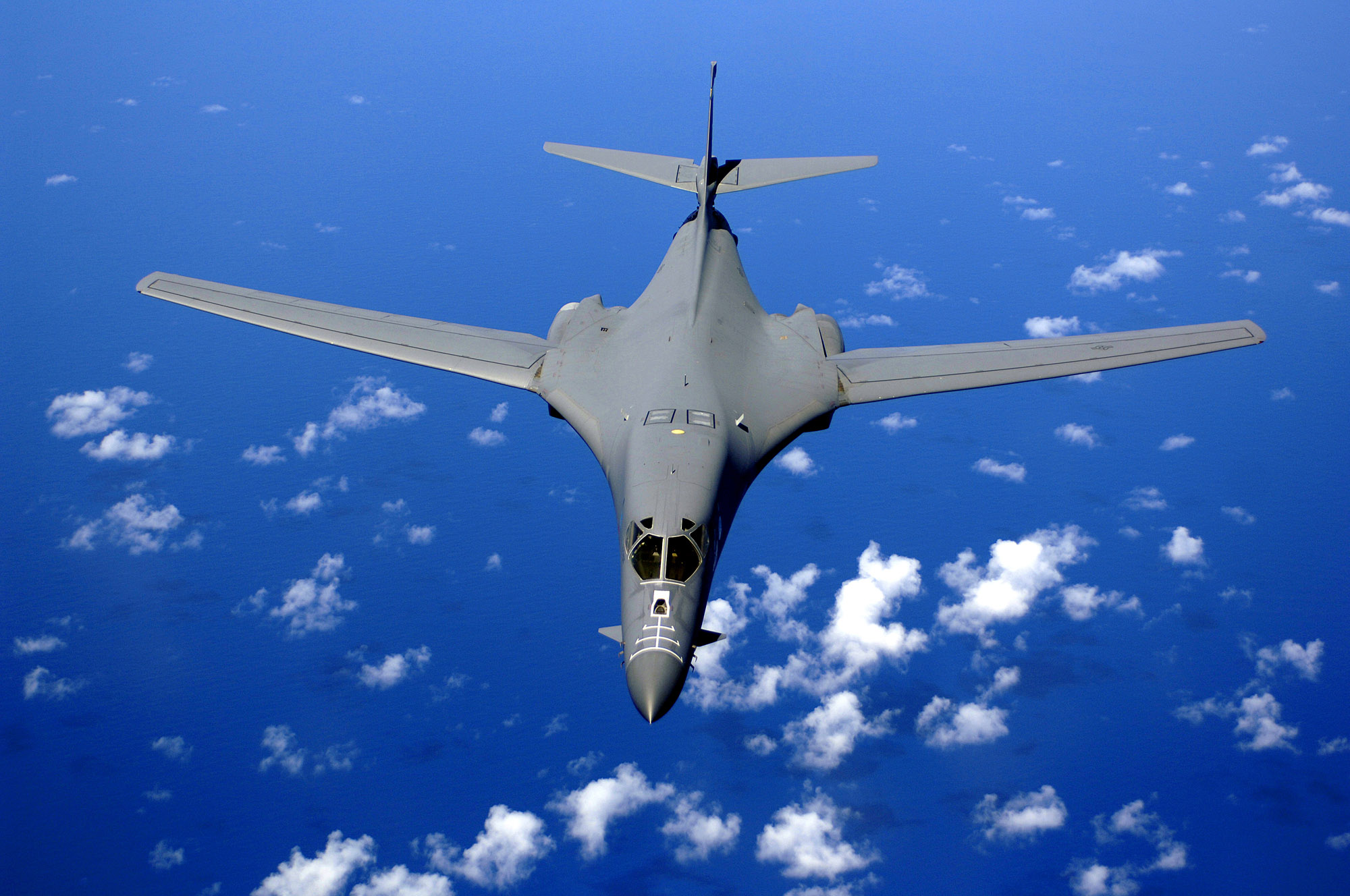
太平洋上を飛行中のB-1B
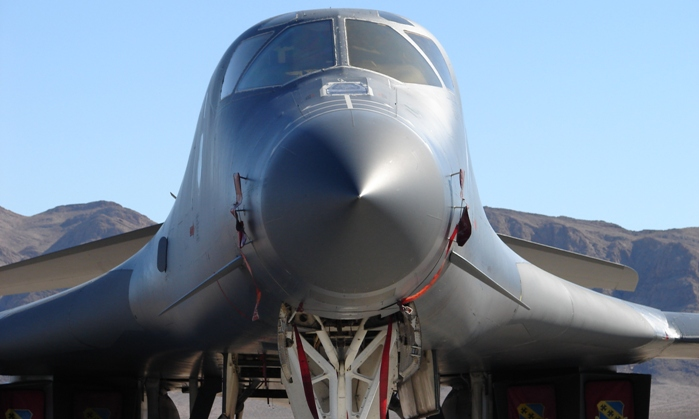
機首に装備されるフィン
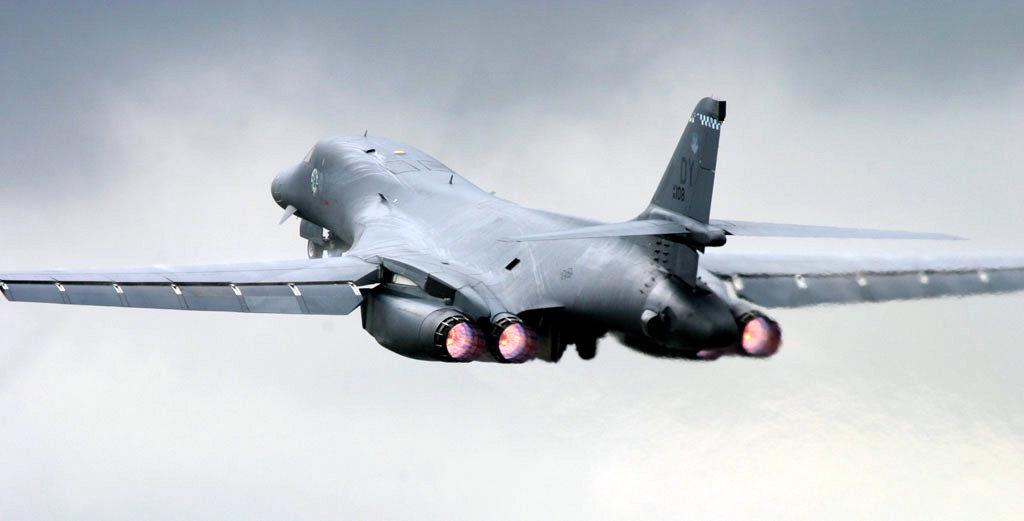
離陸するB-1B。2004年撮影
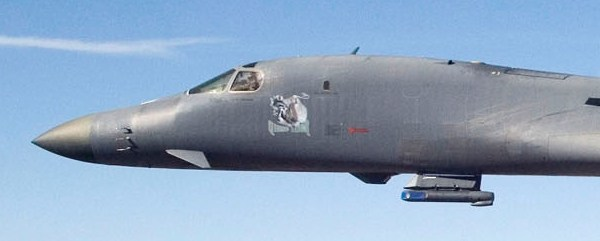
スナイパーXRを装備したB-1B
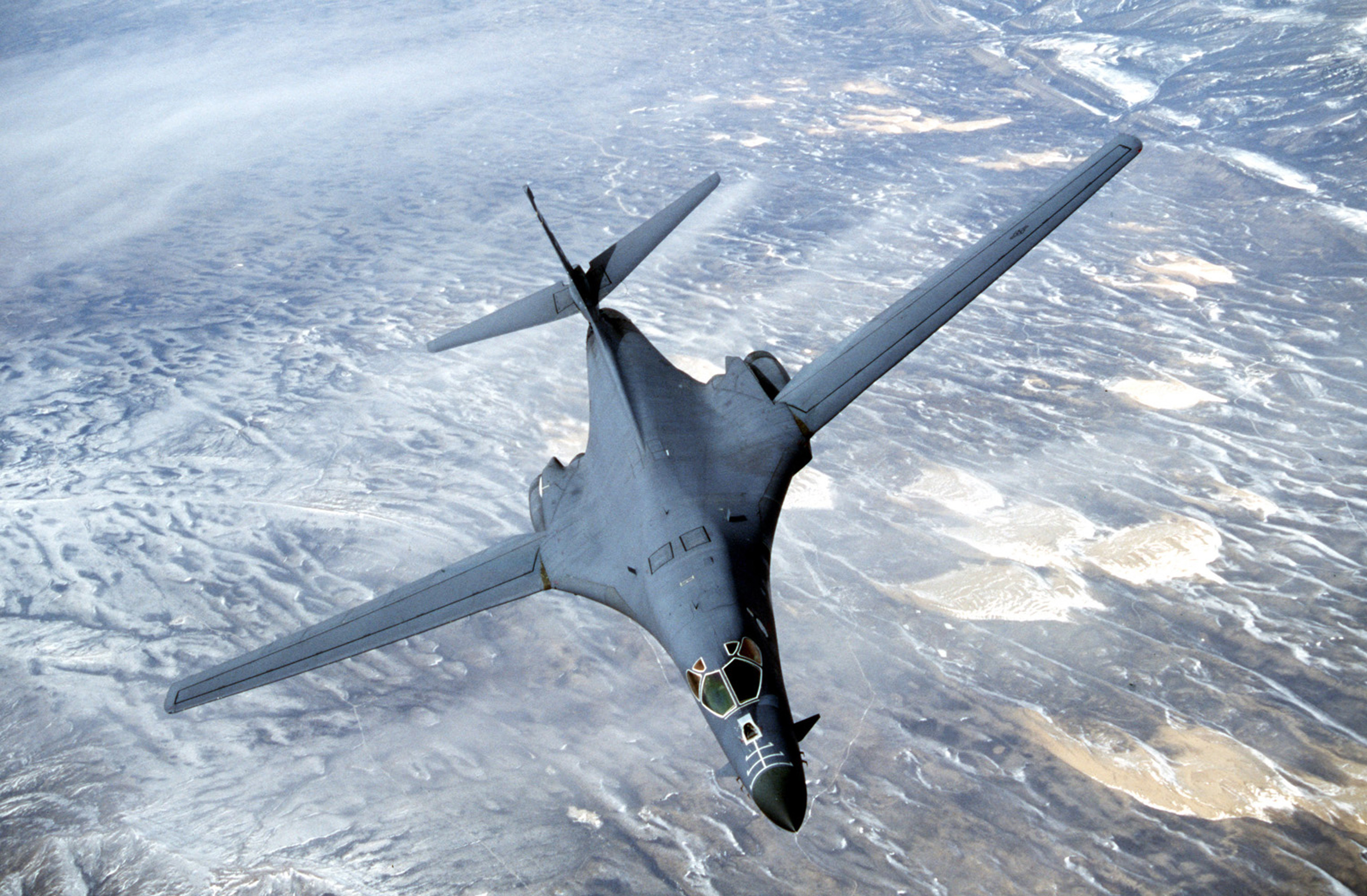
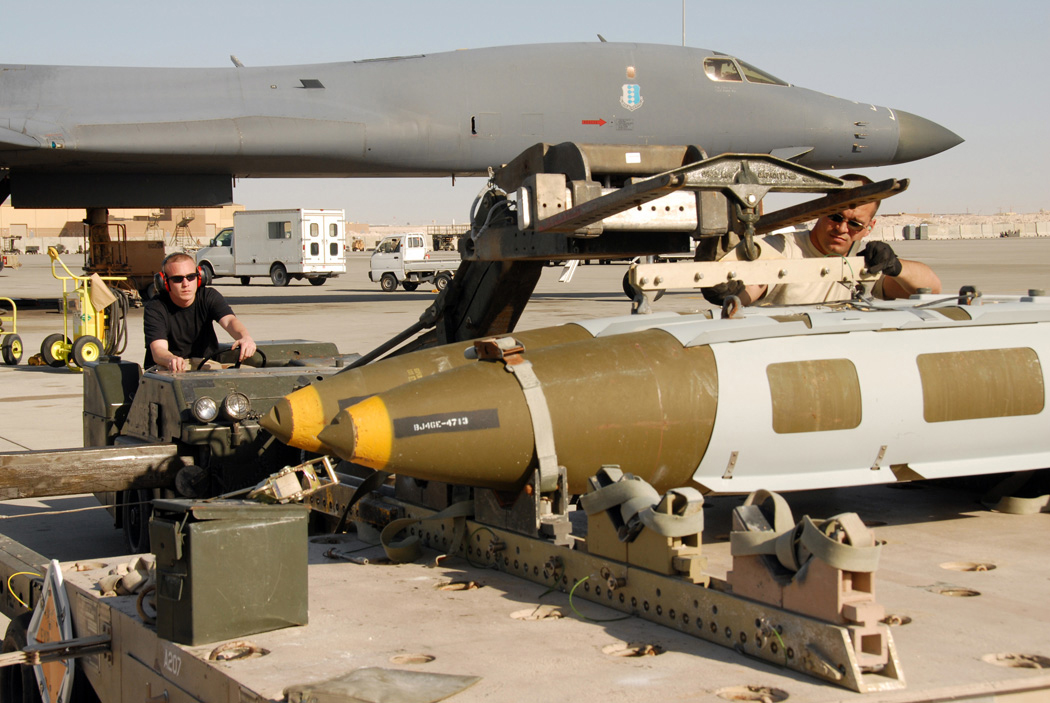
B-1Bに搭載されるJDAM
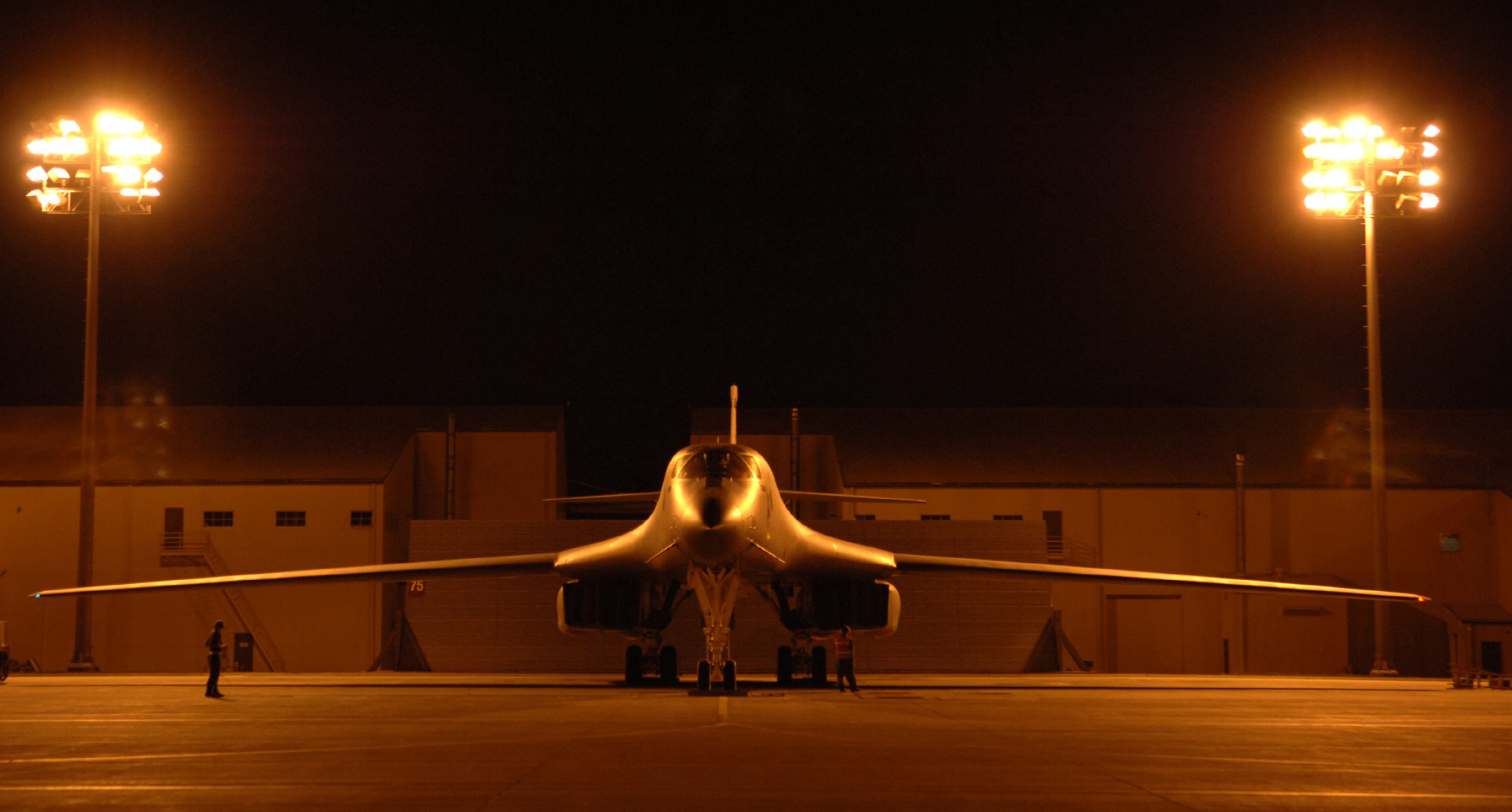
サウスダコタ州 エルスワース空軍基地にて
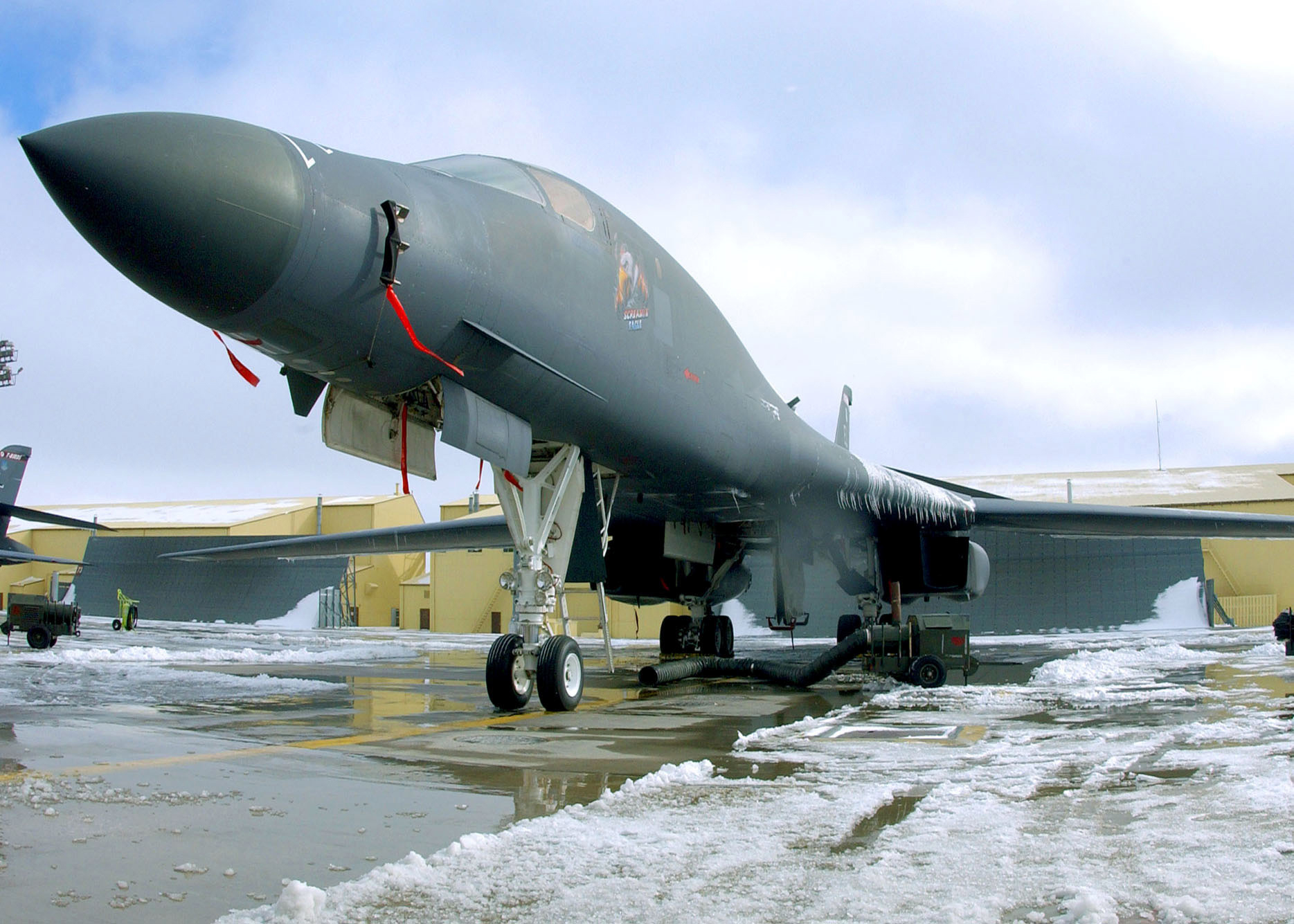
B-1B
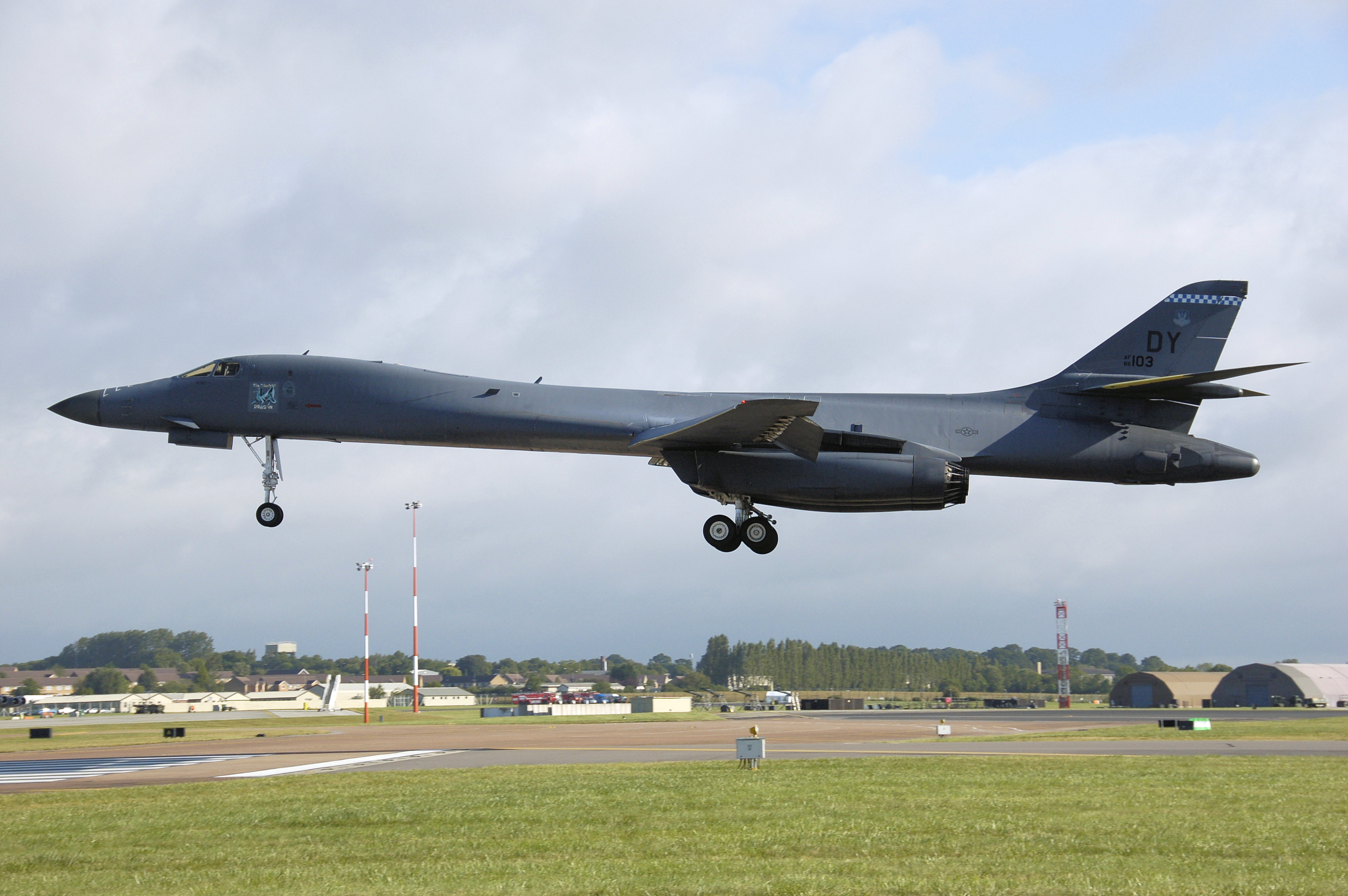
2008年のロイヤル国際航空タトゥー（英語版）に参加するため北ウィールド飛行場に到着するB-1B
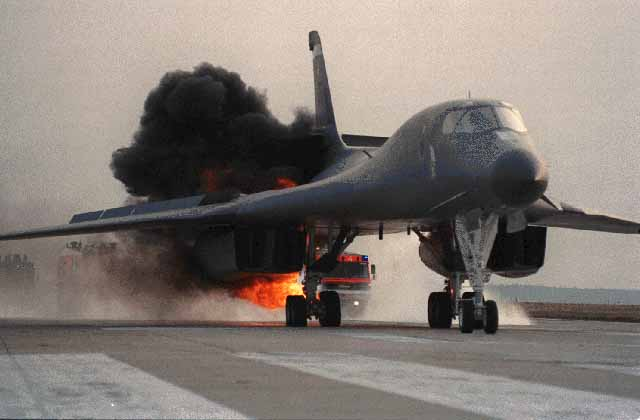
ドイツのラインマイン空軍基地（英語版）に緊急着陸し、炎上するB-1
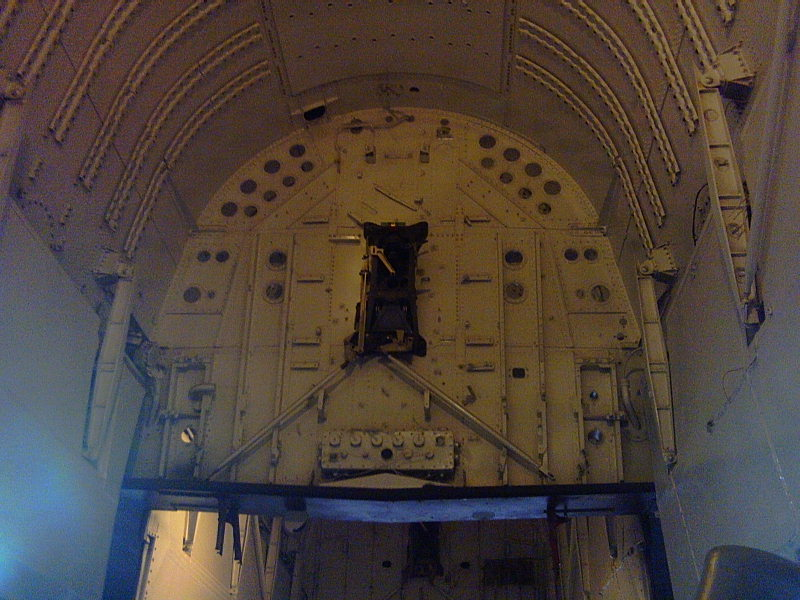
B-1 爆弾倉
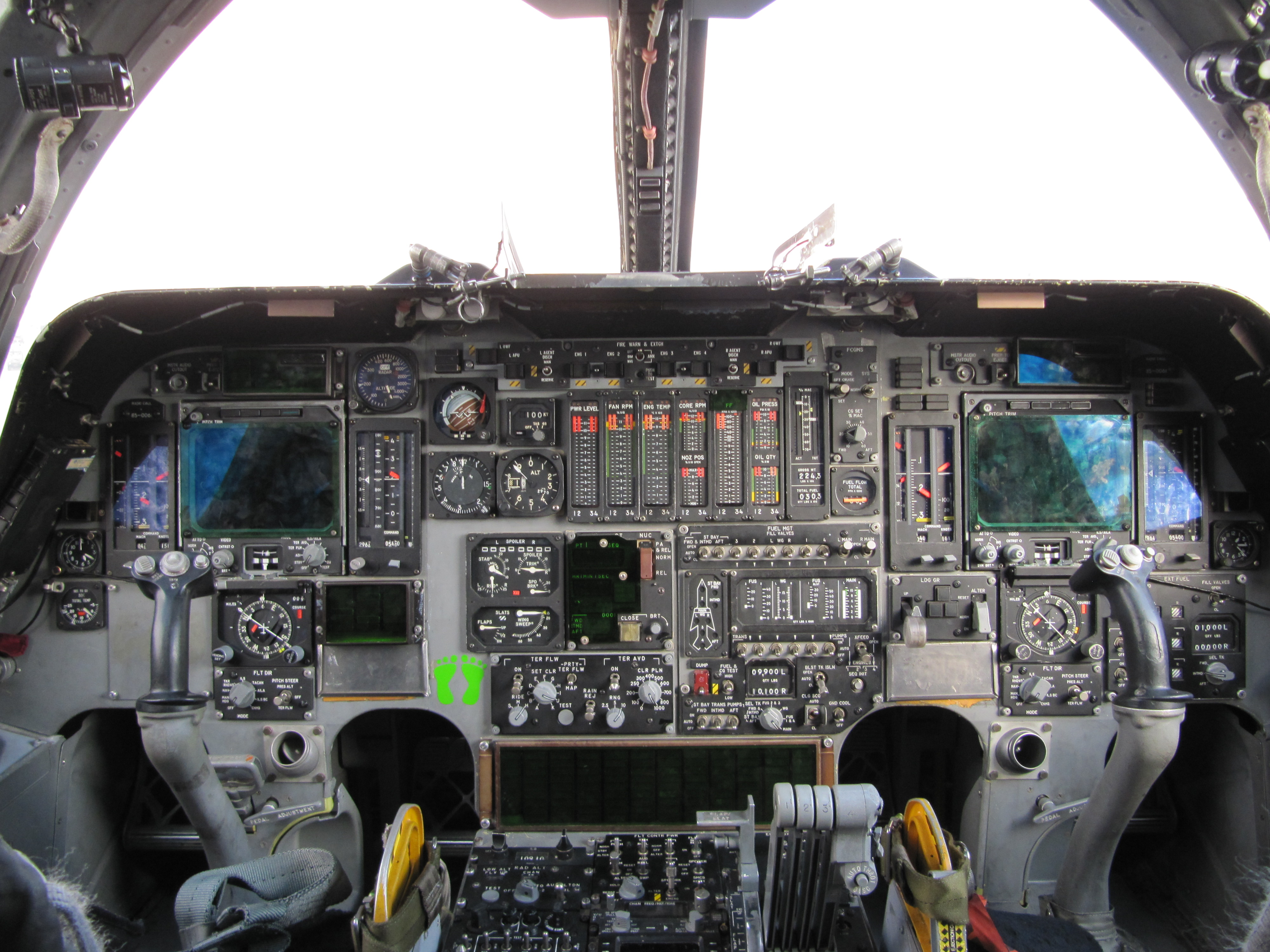
B-1B コックピット
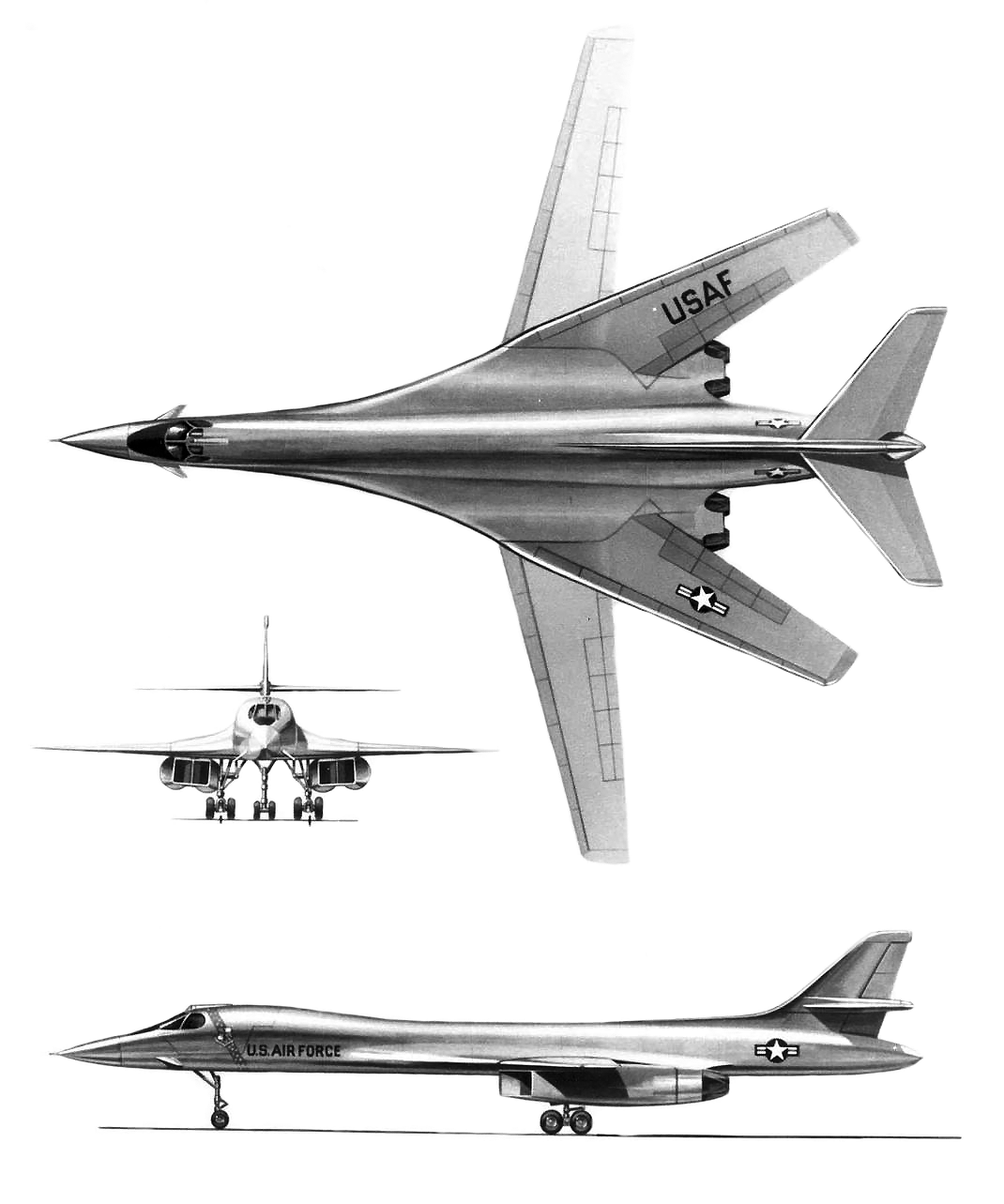
B-1Aの投影図

## 配備状況
(注）年号はB-1運用期間とその後
- アメリカ合衆国
  - アメリカ空軍
    - 第96爆撃航空団（96th BW）

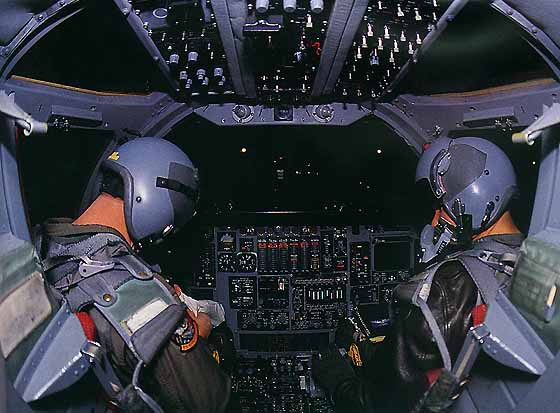
夜のコックピット内

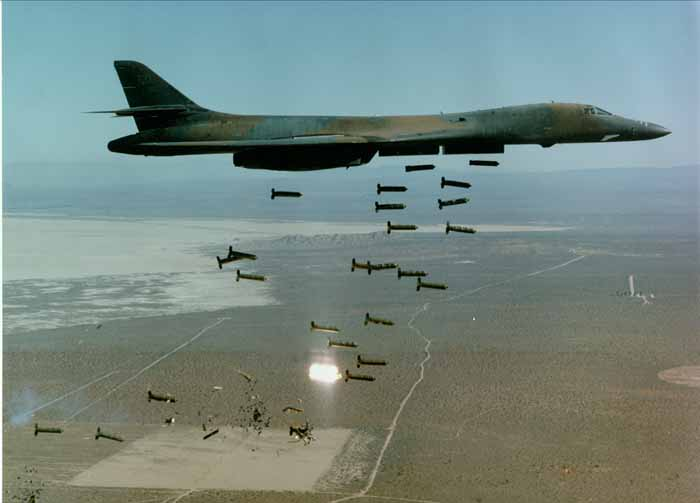
クラスター爆弾を投下するB-1

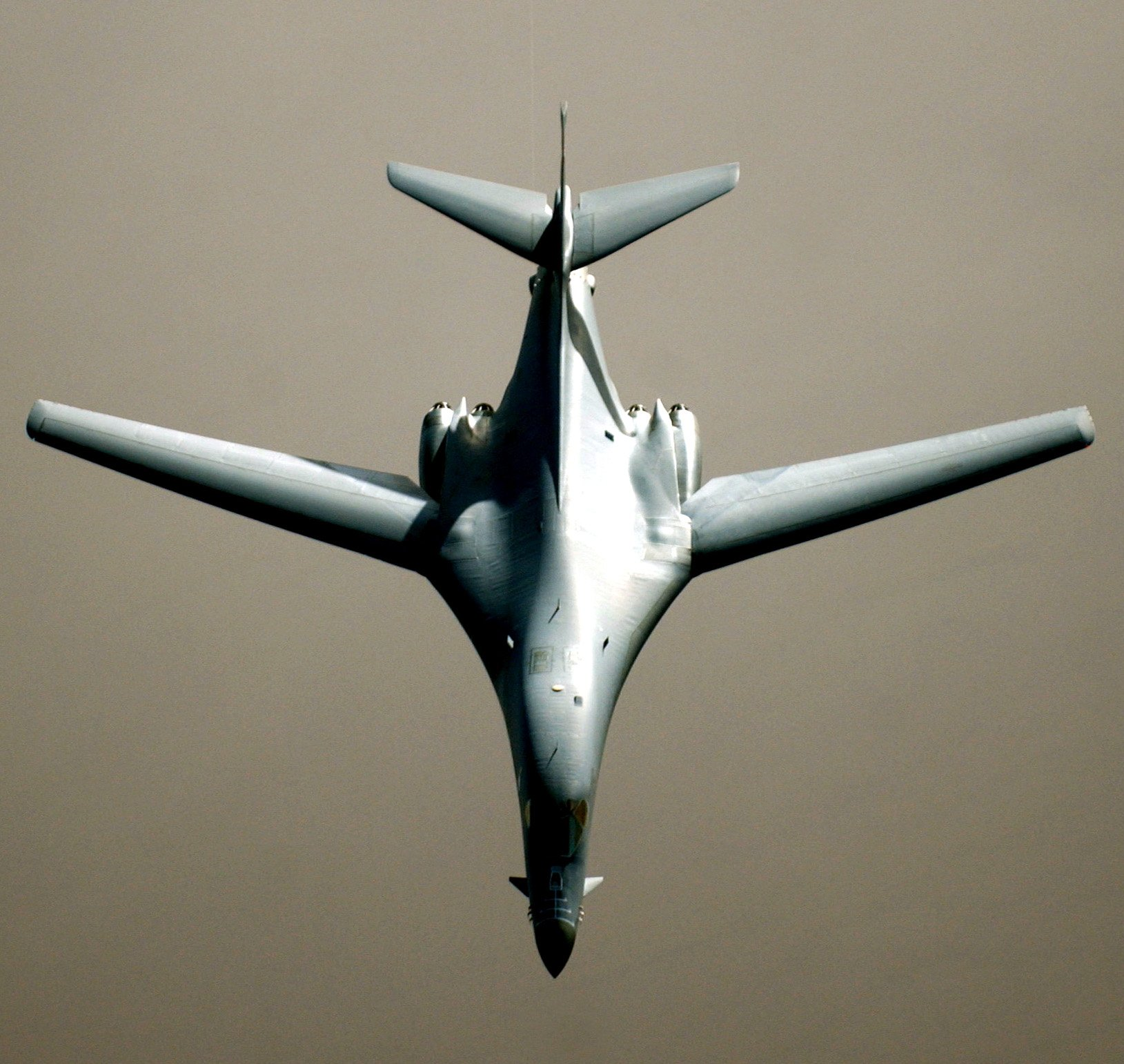
上面から見たB-1

      - 第4018乗員訓練飛行隊（4018th CCTS）1985-1986 解散：人員および機材を338th SBTSに引き継ぎ
      - 第338戦略爆撃訓練飛行隊（338th SBTS/1987年に第338戦闘乗員訓練飛行隊（338th CCTS）に改称）1986-1993　解散：人員および機材を7th WG/337th BSに引き継ぎ
      - 第337爆撃飛行隊（337th BS）1985-1993 人員および機材を7th WG/9th BSに引き継ぎ。部隊名は7th WGに人員機材無しで移動

    - 第28爆撃航空団（28th BW）
      - 第77爆撃飛行隊（77th BS）1985-1995 1997-2002 解散：人員および機材を34th BSに引き継ぎ
      - 第34爆撃飛行隊（34th BS）2002-運用中
      - 第37爆撃飛行隊（37th BS）1987-運用中

    - 第384爆撃航空団（384th BW）
      - 第28爆撃飛行隊（28th BS）1987-1994 人員機材無しで7th WGに移動

    - 第319爆撃航空団（319th BW）
      - 第46爆撃飛行隊（46th BS）1987-1993　解散

    - 第7航空団（7th WG）1997年に第7爆撃航空団（7th BW）に改編
      - 第9爆撃飛行隊（9th BS）1993-運用中
      - 第337爆撃飛行隊（337th BS）1993-1994　解散：人員および機材を28th BSに引き継ぎ
      - 第28爆撃飛行隊（28th BS）1994-運用中
      - 第13爆撃飛行隊（13th BS）2000-2005　人員機材無しで第509爆撃航空団（509th BW）に移動。B-2A運用飛行隊に

    - 第366航空団（366th WG）
      - 第34爆撃飛行隊（34th BS）1994-2002 人員機材無しで28th BWに移動

    - 第184爆撃航空団（184th BW）
      - 第127爆撃飛行隊（127th BS）1992-2002 KC-135Rに機種改編

    - 第116爆撃航空団（116th BW）
      - 第126爆撃飛行隊（126th BS）1996-2002 E-8Cに機種改編

    - 第53航空団（53d WG）
      - 第337試験評価飛行隊（337th TES）2004-運用中

    - 第57航空団（57th WG）
      - 戦闘兵器学校B-1部門（USAFFWS B-1 Division）1992-2003 77th WPSに改称
      - 第77兵器飛行隊（77th WPS）2003-運用中

    - 第412試験航空団（412th TW）
      - 第419飛行試験飛行隊（419th FLTS）1989-運用中

## 仕様 (B-1B)

### 諸元
- 諸元
  - 乗員：4名
  - 全長：44.81m
  - 全幅：41.67m（可変翼最大展開時）/23.84m（最後退時）
  - 全高：10.36m
  - 翼面積：181.16m²
  - 全備重量：216.365t
  - 空虚重量：86t
  - エンジン：GE F101-GE-102 ターボファン 4基（推力14,060kg)×4

- 性能
  - 最大離陸重量：217t
  - 爆弾搭載量：34.02t（機内）/26.76t（機外）
  - 最高速度：M1.25
  - 航続距離：11,978km

### 武装
- 搭載量
  - 爆弾など最大34.019tを、3つのウェポンベイに収納。

- 爆弾
  - 減速ユニット装備Mk-82 無誘導爆弾×84
  - Mk-82円錐 無誘導爆弾×84
  - Mk-62 無誘導爆弾×84
  - Mk-65 無誘導爆弾×8
  - CBU-87（英語版）/89（英語版）/97 クラスター爆弾ユニット（CBU）×30
  - CBU-103/104/105風力安定クラスター爆弾×30
  - GBU-31 JDAM GPS 誘導爆弾（Mk-84汎用型とBLU-109の組み合わせ）×24
  - GBU-38 JDAM GPS 誘導爆弾（Mk-82汎用型）×17
  - Mk-84汎用爆弾×24
  - GBU-39小型誘導爆弾（6弾頭パックなら×96、4弾頭パックなら×144）
  - B61自由落下核爆弾×16

- ミサイル
  - AGM-158×24
  - AGM-154 JSOW×12

- 搭載電子機器
  - AN/APQ-164 パッシブフェーズドアレイレーダー
  - AN/ALQ-161 レーダー警報受信機
  - AN/ASQ-184 ミサイル警報装置
  - スナイパーXR照準ポッド

## 運用・実戦
- 2001年-：不朽の自由作戦（アフガニスタン紛争）。
- 2003年：イラク戦争[13]。
- 2011年：オデッセイの夜明け作戦（リビア内戦）。
- 2015年：シリア内戦におけるコバニ包囲戦[14]。
- 2016年-2017年：北朝鮮による核実験やミサイルの発射に起因する朝鮮半島情勢の緊迫化を受け、グアム島アンダーセン空軍基地より朝鮮半島方面へ複数回飛来。日本の航空自衛隊[15]や韓国軍と共同訓練を実施[16]。
- 2018年：シリア内戦での政権軍の化学兵器使用疑惑に対する攻撃として、4月13日、AGM-158ミサイル19発を発射[17]。

## 事故
- 2021年4月8日、B-1B（機体番号86-0104）がエンジンの不具合でエルスワース空軍基地に緊急着陸した。検査の結果、アフターバーナーに燃料を送るポンプのフィルターに、燃料漏れの原因となる穴が開いていることが明らかとなり、4月20日に57機のB-1B全機の飛行停止と検査実施が命じられた[18]。

## 展示中の機体
こちらも参考に。
| 型名 | 番号    | 機体写真 | 国名                    | 所有者                                               | 公開状況 | 状態     | 備考 |
| ---- | ------- | -------- | ----------------------- | ---------------------------------------------------- | -------- | -------- | ---- |
| B-1A | 74-0160 |          | アメリカ コロラド州     | ウィングス・オーヴァー・ザ・ロッキーズ航空宇宙博物館 | 公開     | 静態展示 |      |
| B-1A | 76-0174 | 写真     | アメリカ ネブラスカ州   | 戦略空軍航空宇宙博物館                               | 公開     | 静態展示 |      |
| B-1B | 83-0065 |          | アメリカ テキサス州     | ダイエス・リニア・エアパーク (ダイエス空軍基地隣接)  | 公開     | 静態展示 |      |
| B-1B | 83-0066 | 写真     | アメリカ アイダホ州     | 遺産公園(マウンテンホーム空軍基地隣接)               | 公開     | 静態展示 |      |
| B-1B | 83-0067 |          | アメリカ サウスダコタ州 | サウスダコタ航空宇宙博物館                           | 公開     | 静態展示 |      |
| B-1B | 83-0068 | 写真     | アメリカ カンザス州     | 自由の物語航空公園(マッコーネル空軍基地)             | 公開     | 静態展示 |      |
| B-1B | 83-0069 |          | アメリカ ジョージア州   | ミュージアム・オブ・エイヴィエーション               | 公開     | 静態展示 |      |
| B-1B | 83-0070 |          | アメリカ ユタ州         | ヒル航空宇宙博物館 (ヒル空軍基地隣接)                | 公開     | 静態展示 |      |
| B-1B | 83-0071 | 写真     | アメリカ オクラホマ州   | ティンカー空軍基地                                   | 公開     | 静態展示 |      |
| B-1B | 84-0051 |          | アメリカ オハイオ州     | 国立アメリカ空軍博物館                               | 公開     | 静態展示 |      |

## 登場作品

### 映画
『トランスフォーマー/リベンジ』
B-1Bが終盤の対ディセプティコン戦で近接航空支援を行い、2000ポンド JDAMを投下し、敵を数体撃破する。
『サイレントワールド2012』
アメリカ合衆国東海岸に迫る巨大氷床に対して核攻撃を行う。

### アニメ・漫画
『エリア88』
B-1Aが登場する。
『影の戦闘隊』
B-1Aが登場する。
『仮面ライダーBlack』
石ノ森章太郎コミック版のEpisode8「那覇 大獅子伝説」に登場。東京の危機の首謀者であり、沖縄の在日米軍基地司令官となっていたシーサー怪人が訓練と称して核爆弾を積んだB-1を飛ばし、東京に核爆弾を落とそうとするが、南光太郎によって阻止される。
『FUTURE WAR 198X年』
B-1Aが登場しAGM-86 ALCMを発射する。

### 小説
『アメリカの壁』
B-1Aが「B-1」の名称で登場。アメリカが謎の白い霧の壁によって外界から完全に孤立した中、どさくさに紛れて盗み出された本機に豊田などの外国人らが乗り込み、超音速で突入することで壁からの脱出を図る。

### ゲーム
『Modern Warships』
プレイヤーが操作可能な爆撃機として登場。対艦攻撃を行う。
『エースコンバットシリーズ』
主に敵爆撃機として登場。『エースコンバットAH』および『エースコンバット∞』ではプレイヤー機としてB-1Bが使用可能。
『バトルフィールドシリーズ』
『BF3』
一部のCOOPミッションで上空を飛行する。
『BF4』
『鋼鉄の咆哮 ウォーシップコマンダー』
アメリカ型の航空機として登場。初代や2では敵機としてのみ登場したが、3ではプレイヤーが購入可能な機体となった。
『紺碧の艦隊2 ADVANCE』
アメリカの戦略爆撃機として登場。